# Karl Lindberg
Pour les articles homonymes, voir Lindberg.
Karl Lindberg est un ancien fondeur suédois.

## Championnats du monde
- Championnats du monde de ski nordique 1931 à Oberhof 
  -  Médaille de bronze sur 50 km.